# Chloróza

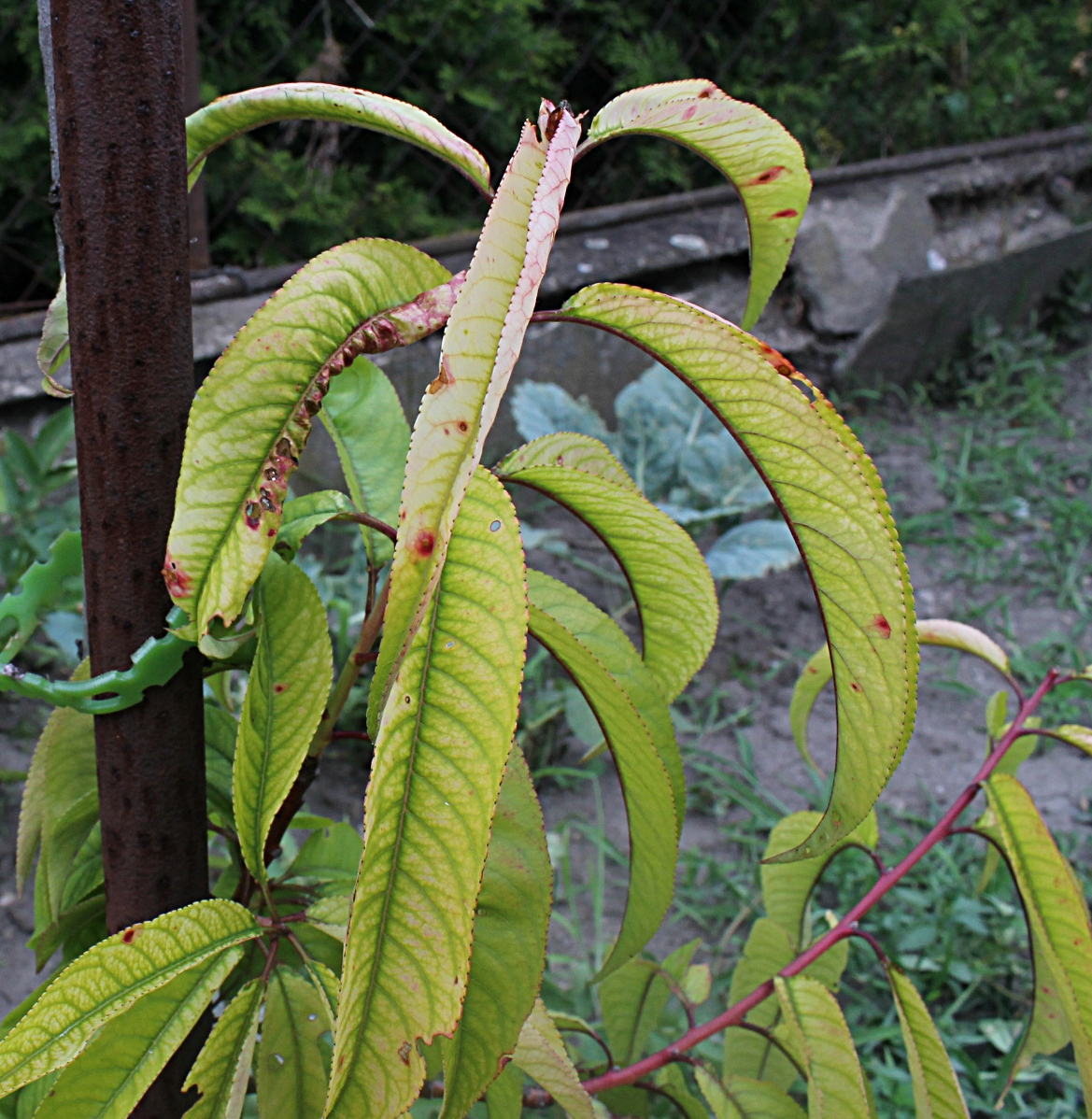
Chloróza způsobená nedostatkem železa

Chloróza je příznak na listech rostliny. Chloróza může být způsobena biotickými i abiotickými činiteli. Některé typy chlorózy (vytváření typických znaků nebo zbarvených skvrn) mohou být typické pro některé patogeny. Poměrně často příčinou jsou ale nevyhovující podmínky pro růst. Chlorózy se mohou vyskytnout u všech zelených rostlin.

## Synonymum
blednička

## Abiotické příčiny chlorózy

### Chyby ve výživě
Nedostatek nebo nadbytek živin a mikroprvků, ve většině případů dochází k chloróze. Nedostatek příjmu některých složek výživy rostlinou může být vyvolán chemickou nevyvážeností výživy, tedy nadbytkem jiné složky výživy (antagonistické vztahy) zhoršenou přijatelností v daném půdním substrátu (kyselost, zásaditost, jíl) nebo nevhodnou (silnou) vazbou živiny s jiným prvkem, či nízkou rozpustností dané látky v půdě anebo dlouhodobým nedostatkem vody, která je médiem pro transport živin.
Chlorózu obvykle vyvolává
- nedostatek dusíku
- nedostatek železa
- nedostatek draslíku
- nedostatek hořčíku
- nedostatek síry
- nedostatek zinku
- nedostatek manganu
- nedostatek mědi
- nedostatek bóru u rostlin
- nedostatek molybdenu

Pro některé prvky je typický (obvyklý) určitý vzhled chlorotických listů, výskyt nebo způsob postupující chlorózy.

### Kyselost půdního prostředí
Zásaditost nebo kyselost půdního substrátu, která je pro danou rostlinu nevhodná. Vřesovištní rostliny obvykle nesnášejí zásadité prostředí a vápnomilné rostliny kyselé půdy.

### Vláhové poměry
Chlorózu způsobuje poškození rostlin suchem nebo přemokřením. Dlouhodobý vláhový deficit může způsobit chlorózu bez vadnutí listů. Nedostatek vláhy rovněž způsobuje omezení příjmu některých mikroprvků, jejichž nedostatek se projevuje chlorózou.
Dlouhodobý nadbytek vody způsobuje u rostlin chlorózu. Dochází k tomu několika mechanismy. Nadbytek vody v půdě omezuje množství půdního vzduchu a takové nevhodné půdní poměry (mimo jejich negativních dopadů na rostlinu) vedou v půdě k chemickým změnám (oxidační procesy jsou nahrazeny redukčními) a změnám kyselosti.

### Toxicita prostředí
Chlorózu způsobuje přítomnost pro rostlinu toxických prvků nebo sloučenin, pro dané podloží přirozená (např. hadec) nebo vyvolaná antropogenním zásahem (např. použití agrochemikálie nebo ekologická havárie). Chloróza vzniká i při poškození rostlin ozónem.

## Biotické příčiny chlorózy
Příčinou chlorózy mohou být virová onemocnění, viroidy (např. zakrslost chryzantém), bakterie nebo houby (např. rez vejmutovková).

## Léčba
Postiženou rostlinu je vhodné přesadit do minerálně bohatší půdy, případně ošetřit hnojivem s obsahem nedostatkových látek. Pro léčbu chlorózy bylo v Československu v 80. letech 20. století vyvinuto tekuté hnojivo Fytovit.